# The Kinks Are Well Respected Men
The Kinks Are Well Respected Men es un doble álbum recopilatorio de la banda británica de rock The Kinks, lanzado en 1987 a través de PRT Records. Contiene todos los sencillos que no aparecieron en ningún álbum, además de todas las caras B lanzadas en el Reino Unido entre 1964 y 1970. También contiene todas las pistas de su EP Kinksize Session de 1964 y del Kwyet Kinks de 1967.
El disco se lanzó en formatos de doble CD (PYC 7001) y de doble LP (PYL 7001).

## Lista de canciones
- Todas las canciones compuestas por Ray Davies, excepto donde se indique lo contrario.

### Disco 1
1. "Long Tall Sally" (Johnson/Penniman/Blackwell)
2. "You Still Want Me"
3. "You Do Something To Me"
4. "It's Alright"
5. "All Day And All Of The Night"
6. "I Gotta Move"
7. "Louie Louie" (Richard Berry)
8. "I've Got That Feeling"
9. "I Gotta Go Now"
10. "Things Are Getting Better"
11. "Ev'rybody's Gonna Be Happy"
12. "Who'll Be The Next In Line"
13. "See My Friends"
14. "I Need You"
15. "Set Me Free"
16. "Never Met A Girl Like You Before"
17. "A Well Respected Man"
18. "Such A Shame"
19. "Wait Till The Summer Comes Along"

### Disco 2
1. "Don't You Fret"
2. "Dedicated Follower Of Fashion"
3. "Sitting On My Sofa"
4. "I'm Not Like Everybody Else"
5. "Dead End Street"
6. "Big Black Smoke"
7. "Act Nice & Gentle"
8. "Autumn Almanac"
9. "Mr. Pleasant"
10. "Wonderboy"
11. "Polly"
12. "Days"
13. "She's Got Everything"
14. "Plastic Man"
15. "King Kong"
16. "Mindless Child Of Motherhood"
17. "This Man He Weeps Tonight"
18. "Berkeley Mews"